# Reptilianie

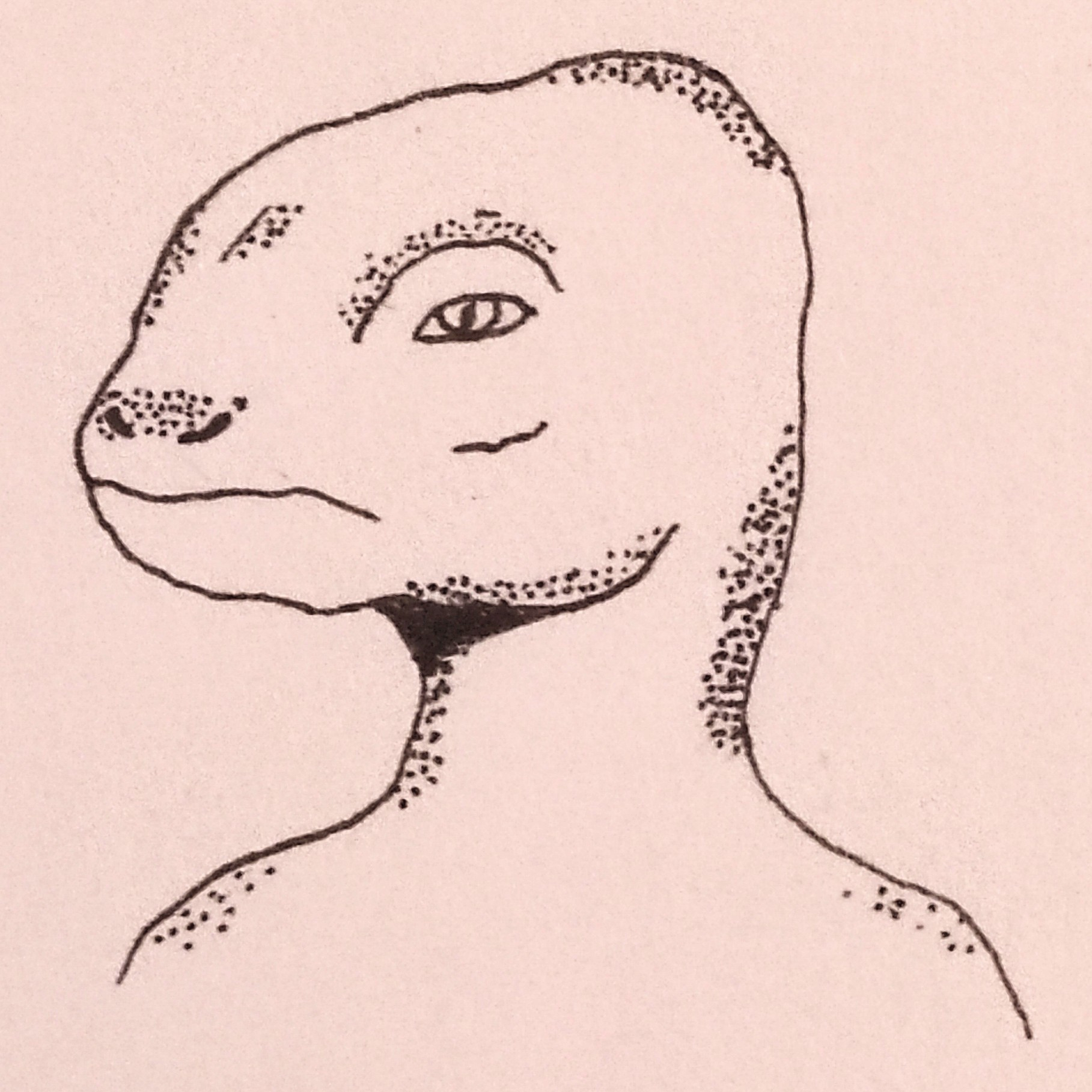
Artystyczne przedstawienie reptilianina.

Reptilianie (także jaszczuroludzie, saurianie, reptoidzi, istoty gadzie) – fikcyjny gatunek humanoidalnych gadów, wykreowany przez twórców fantasy oraz science fiction. Spopularyzowany następnie przez zwolenników teorii spiskowych, według których są oni rzeczywistymi istotami żyjącymi na ziemi, obdarzonymi inteligencją oraz zdolnością upodobnienia się wyglądem do ludzi.
Za pierwszy opis postaci zbliżonej do reptilianina w literaturze współczesnej uważa się książkę „The Shadow Kingdom” Roberta E. Howarda. Postać posiada ciało człowieka i kilka głów węża, żyje w podziemnych tunelach, może przybrać postać człowieka.

## Pochodzenie

### Ewolucja dinozaurów

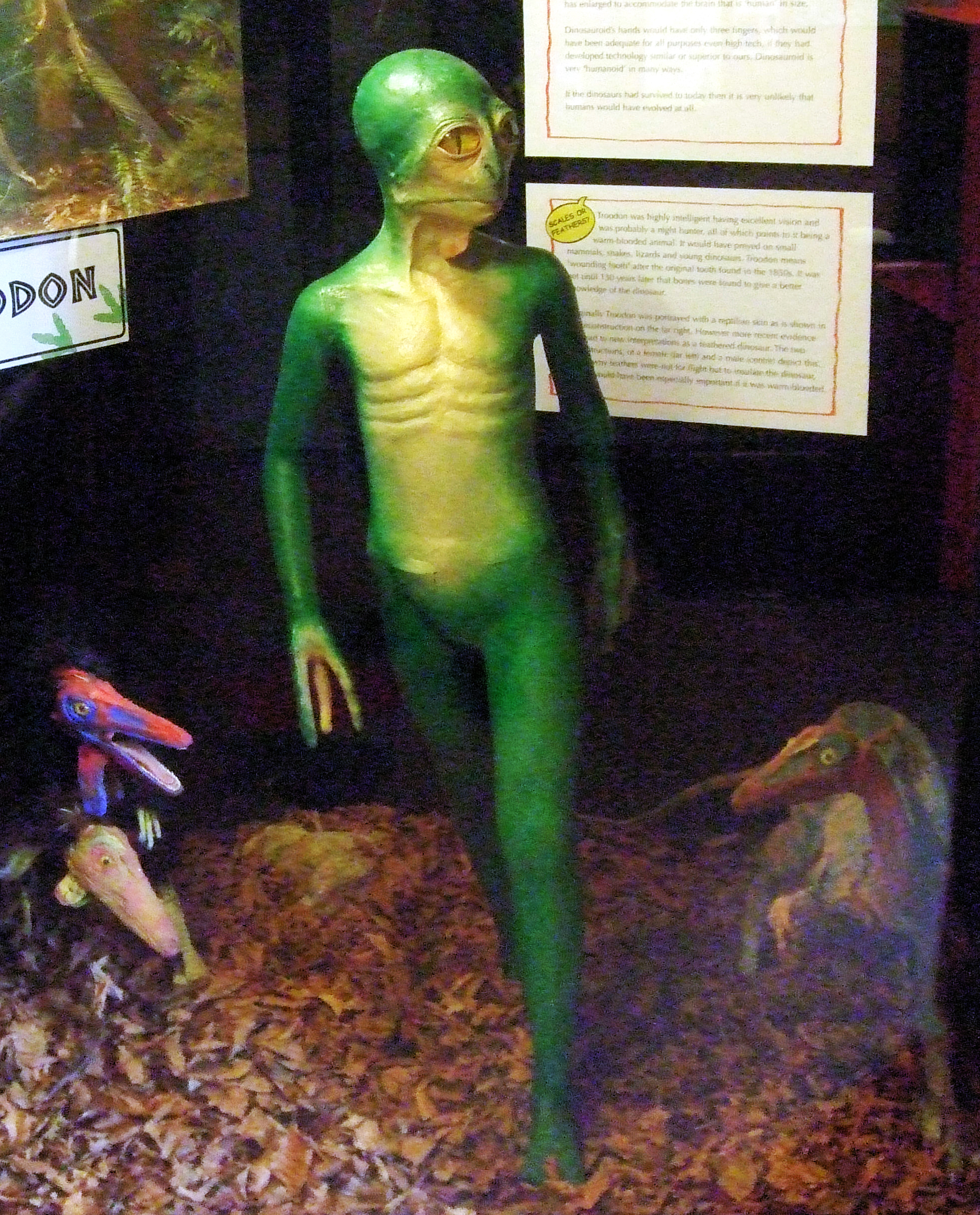
Wyobrażenie reptilianina wg koncepcji „dinozauroida”

Dale Russell, kanadyjski paleontolog, opublikował eksperyment myślowy dotyczący hipotetycznej inteligentnej istoty, która miałaby wyewoluować z troodona (dinozaura ze stosunkowo dużym mózgiem). Dinozaury te miałyby przetrwać uderzenie meteorytu i zmiany klimatyczne, tak jak te, z których wyewoluowały ptaki, co dałoby im więcej czasu na wykształcenie inteligencji i stworzenie cywilizacji. Według innych teorii gady osiągnęły wyższy stopień inteligencji, niż stwierdza to współczesna nauka i przetrwały dzięki zaawansowanej technice.

### Kosmici

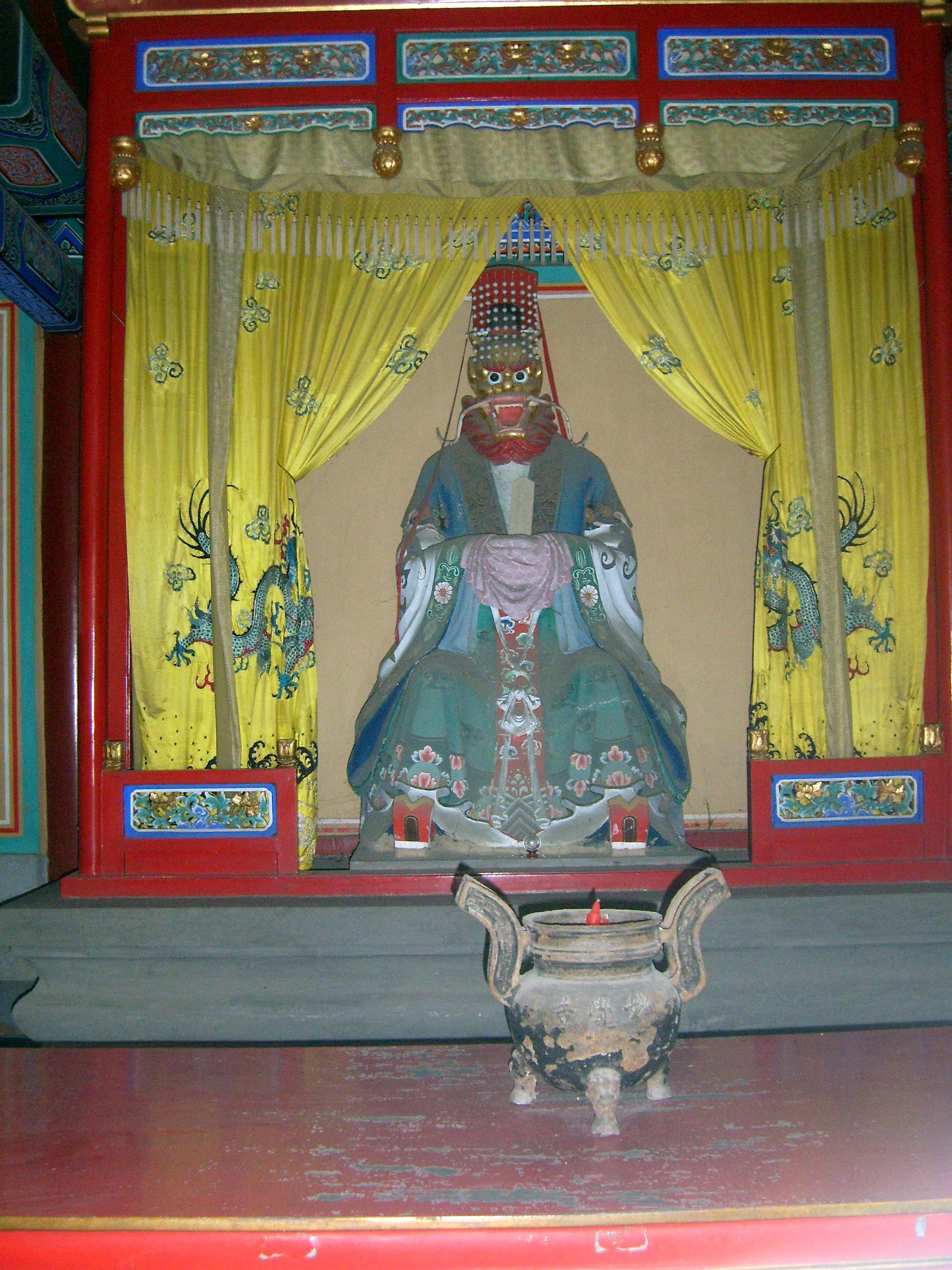
Smoczy Król z chińskiej mitologii

Zgodnie z przedstawioną przez Davida Icke’a teorią reptilianie przybyli z alfa Draconis – konstelacji smoka (ich rodzimą planetę nazywa się często Reptilią). Mieliby żyć na Ziemi od tysięcy lat, już w czasach starożytnego Sumeru. Dowodem na to ma być mitologia sumeryjska, Nagowie z mitologii hinduskiej, smoki z mitologii chińskiej czy legendy Majów. Wąż umiejący mówić pojawia się także w Księdze Rodzaju w Biblii.

## Charakterystyka

Wyobrażenie reptilianina w porównaniu z człowiekiem

### Wygląd
Typowe dla przedstawienia reptilianina cechy wyglądu:
- ciało zazwyczaj większe (2,4 m wzrostu) i bardziej umięśnione od człowieka
- skóra pokryta łuskami
- stożkowata czaszka
- zielone oczy z wąską źrenicą (szczelinową lub łezkowatą)
- zredukowane uszy lub ich brak
- trójpalczaste ręce, czasem z pazurami[6]
- wysunięta szczęka
- ogon (niekiedy jego brak lub chowający się w ciele).

### Miejsca zamieszkiwania
- Pod ziemią, np. Silurianie (Doktor Who)[7]
- Inna planeta, statek kosmiczny, np. Goście (V)[8]
- Inny wymiar, np. Reptilianie w teorii Davida Icke’a[9]
- Trudno dostępne miejsca, np. kryptyda nazwana Bishopville Monster[10][11]

### Zdolności
Umiejętności przypisywane reptilianom są bardzo zróżnicowane w zależności od źródła czy sposobu przedstawienia, najczęściej pojawiającą się cechą jest zmiennokształtność – zdolność do przybrania wyglądu dowolnego człowieka, co ma im ułatwiać infiltrację ludzkości. Osiągają to przez zdolną do zmiany kształtu i barwy skórę lub za pomocą zaawansowanych technologii pokrywają się skórą ludzką. Zazwyczaj ich nauka jest na wyższym poziomie niż ludzka. Pozostałe umiejętności występują od zupełnie paranormalnych (telepatia, podróże międzywymiarowe, przejęcie kontroli nad innym umysłem) po nadludzkie, ale wytłumaczalne naukowo lub występujące w przyrodzie u niektórych gatunków (komunikacja ultradźwiękami, brak emocji czy moralności, nadludzka siła, szybka regeneracja ciała, klonowanie).

### Relacje z ludźmi
Można wyróżnić kilka podstawowych postaw reptilian wobec ludzi pojawiających się w kulturze:
- Chcą zniewolić ludzkość bo potrzebują ludzi: nie zależy im na całkowitym zniszczeniu ludzkości z różnych powodów, odżywiają się ludźmi, wykorzystują ich do rozmnażania, potrzebują surowców naturalnych a niekorzystne jest dla nich rozpętanie wojny, czerpią energię z ludzkich negatywnych emocji[15]. Szczególnym przykładem są Goście, zdobywają zaufanie dzieląc się zaawansowaną technologią i medycyną, obiecując pokój w rzeczywistości zdobywają wpływy polityczne, a ukrywają swój plan przejęcia kontroli nad ludzkością. Ludzie są im potrzebni m.in. do wzbogacenia swojego własnego DNA[16].
- Wrogość, dążą do unicestwienia ludzkości: uważają ludzi za zagrożenie, są gatunkiem ekspansywnym, chcącym zasiedlić nową planetę[17].
- Przyjaźń lub obojętność, jak w przypadku Silurian, którzy ostatecznie decydują się zamieszkiwać Ziemię razem z ludźmi, zajmując tereny niewykorzystywane przez człowieka, na przykład pustynie[18]. Według niektórych teoretyków reptilianie stworzyli ludzką rasę za pomocą inżynierii genetycznej lub doprowadzili do powstania pierwszych cywilizacji[19].

## Teorie spiskowe

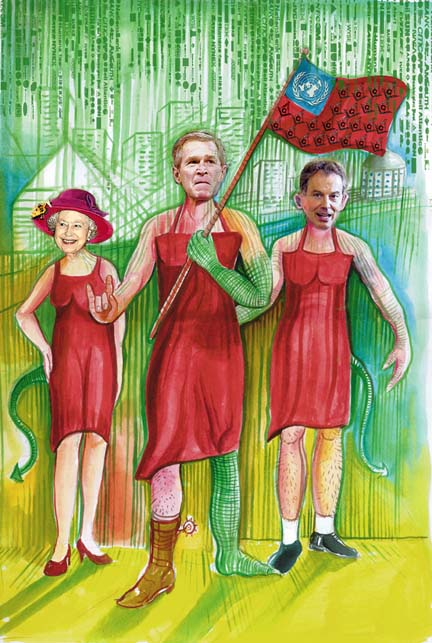
Ilustracja z książki Davida Icke’a

Według najpopularniejszych teorii reptilianie odpowiedzialni są za:
- porwania, współpracę z szarakami[20]
- globalny spisek, przejęcie kontroli nad ludzkością[21]
- współpracę z przywódcami krajów lub zastępowanie ich identycznie wyglądającymi gadami
- manipulacje genetyczne człowieka[22]
- przyspieszanie lub opóźnianie rozwoju technicznego.

Teoria spiskowa Davida Icke’a ma zwolenników w 47 krajach, a na jego wykłady przychodzi do 6 tys. osób. Ankieta z 2013 roku wykazała, że 4% (± 2,8%) Amerykanów wierzy w założenia teorii.
Jednym, często występującym, sposobem na zdemaskowanie reptilianina udającego człowieka jest zaobserwowanie u niego charakterystycznych gadzich oczu, tłumaczone jako chwilowa awaria lub niedoskonałość systemu kamuflażu.

### Podziemne tunele
Warren Shufelt, inżynier górnictwa, twierdzi, że za pomocą urządzenia udoskonalonego przez niego samego służącego do wykrywania minerałów i tuneli za pomocą promieniowania rentgenowskiego odkrył sieć tuneli, komór i złóż złota pod miastem Los Angeles. Jego przekonania odnośnie do podziemnego miasta zbudowanego przez jaszczury utwierdziła indiańska legenda. Istoty miałyby się w nim schronić przed wielką katastrofą. W zamian za obietnice podzielenia się skarbem uzyskał od władz miasta fundusze na odwiert. Po osiągnięciu głębokości ok. 300 m prace przerwano z powodu zbyt dużych kosztów i braku rezultatów. Gazeta Los Angeles Times 29 stycznia 1934 opublikowała artykuł o tym wydarzeniu.

### Bractwo babilońskie
Według Davida Icke’a to tajna organizacja złożona z reptilian (jedna z ich ras) dążąca do scentralizowania władzy na Ziemi. Nazwana w ten sposób, ponieważ wywodzi się ze starożytnego Bliskiego Wschodu. Grupa ta rządziła światem przez cały czas, składa się wpływowych ludzi: polityków, królów, biznesmenów czy dziennikarzy. Cechuje ich oraz spokrewnionych z nimi polityków brak skrupułów, chęć dominacji, rasizm, faszyzm i fascynacja starożytnymi rytuałami. Kontrolują ludzkość za pomocą religii, rozpętanych przez nich wojen, nauki tłumaczącej „ten świat, to wszystko, co istnieje” oraz techniki „problem-reakcja-rozwiązanie”, czyli tworzenie fikcyjnych problemów, wywołanie reakcji u ludzi, głównie chęci rozwiązania problemu, podsunięcia rozwiązania i zajęcie ludzi rozwiązywaniem go w celu odwrócenia uwagi. Bractwo miałoby być także odpowiedzialne za polowanie na ludzi, gwałty kobiet i dzieci, satanizm, picie ludzkiej krwi, Holokaust oraz zamach z 11 września 2001 roku. Przyczynili się do powstania innych międzynarodowych organizacji, jak iluminaci, Council on Foreign Relations, Międzynarodowy Fundusz Walutowy (IMF), Królewski Instytut Spraw Międzynarodowych (Chatham House) czy ONZ. Ich siedzibą były miasta, z których mogli łatwo kontrolować cały ówczesny świat; na początku był to Sumer, potem Egipt, Rzym, Paryż. Icke uważa, że bractwo ma obecnie siedzibę w Londynie.

## Reptilianie w polityce
W 2011 roku podczas wywiadu dla radia Louis C.K. wielokrotnie pytał byłego sekretarza obrony Stanów Zjednoczonych, Donalda Rumsfelda, czy on i Dick Cheney są jaszczurami i czy smakuje im ludzkie mięso. Zaskoczony sekretarz odmówił udzielenia bezpośredniej odpowiedzi, co zostało odebrane jako przyznanie się do zarzutów.
7 stycznia 2014 roku podobne pytanie usłyszał premier Nowej Zelandii, John Key. Shane Warbrooke złożył oficjalną prośbę o udzielenie informacji „Czy istnieje jakikolwiek dowód obalający teorię, że pan John Key jest w rzeczywistości zmiennokształtnym reptilianinem kosmitą zmierzającym do zniewolenia ludzkości?”. Zgodnie z obowiązującym prawem (Official Information Act) rządzący byli zobowiązani odpowiedzieć nawet na tak absurdalne pytanie. Odpowiedzi udzielono 11 lutego, brzmiała ona „dokument rzekomo zawierający takie informacje nie istnieje lub nie został znaleziony”. W związku z brakiem jednoznacznej odpowiedzi dziennikarze pytali premiera osobiście, aż John Key wypowiedział się w programie stacji telewizyjnej 3news „Podjąłem nietypowe kroki, nie tylko byłem u lekarza, ale i u weterynarza, obaj zgodnie stwierdzili, że nie jestem gadem. Nigdy nie byłem na pokładzie statku kosmicznego ani w przestrzeni kosmicznej a mój język jest naturalnej długości”.
4 marca 2013 magazyn Wired zauważył i opisał dziwne zachowanie agenta chroniącego Baracka Obamę oraz moment, w którym jego głowa przybiera nienaturalny kształt. Na zarzuty rzecznik rady bezpieczeństwa odpowiedziała: „Każdy rzekomy program ochrony prezydenta przy pomocy kosmitów i robotów prawdopodobnie będzie zredukowany lub porzucony przy ustalaniu budżetu państwa”.

## Krytyka
- W 2006 roku David Icke w wywiadzie dla Terry’ego Wogana sam przyznał, że po ogłoszeniu swojej teorii nie mógł pokazać się publicznie bez bycia wyśmianym.
- W wielu rankingach teoria spiskowa o reptilianinach rządzących światem jest klasyfikowana jako jedna z najbardziej absurdalnych i najzabawniejszych[36][37][38]. Satyryczny portal Joe Monster uznał ją za jedną z najbardziej absurdalnych teorii spiskowych[39].
- Według niektórych publicystów reptilianie i podobne teorie są oznaką braku zaufania do władzy lub dehumanizacji ludzi odpowiedzialnych za zbrodnie i wojny. Naturalną cechą ludzi jest obwinianie innych, w tym przypadku fikcyjne istoty i rzekome spiski za spotykające ich nieszczęścia oraz problemy ludzkości. Reptilianie sprawdzają się w roli uniwersalnego wroga, ponieważ nigdy nie zareagują na żadne z zarzutów[40][41].
- Brytyjska organizacja Critical thinking zarzuca, że David Icke nie ma absolutnie żadnego dowodu na potwierdzenie swoich teorii, a głoszone przez niego tezy wprawiają w zakłopotanie nawet największych zwolenników teorii spiskowych, podczas gdy ich autorowi kończą się pieniądze na działalność. Organizacja stwierdziła, że podczas podróży do Brazylii w 2002 roku Icke zażywał lokalną psychoaktywną substancję (ayahuasca)[42].
- Teorie miały by być plagiatem scenariusza filmu V: Visitors z 1984 roku.

## Reptilianie w kulturze

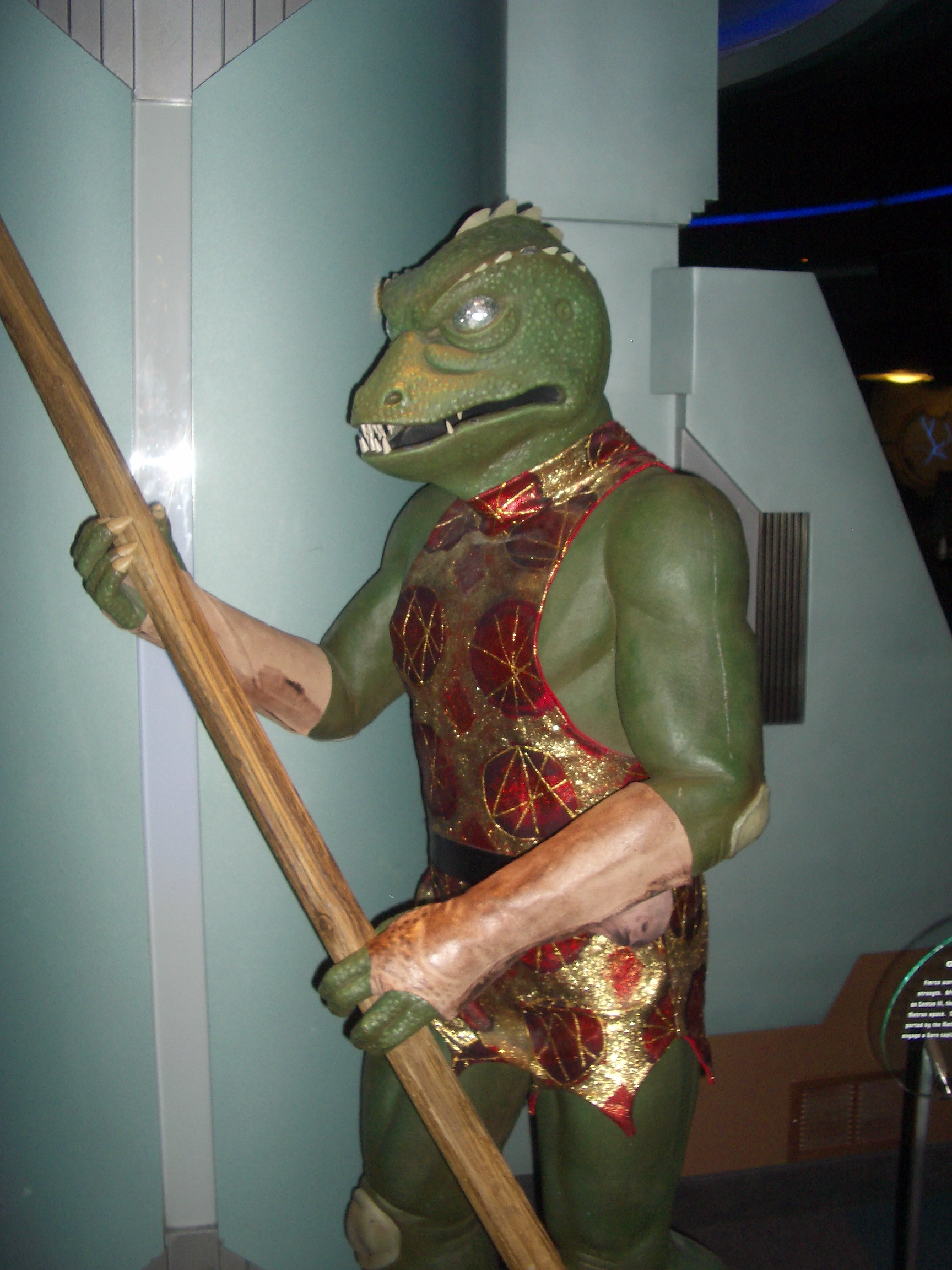
Gorn, reptilianin z serialu Star Trek

### Filmy
- Jaszczur – postać z komiksów o Spider-Manie
- Theodore Rex[43]
- Film Super Mario Bros. – humanoidalne jaszczury mieszkające pod ziemią[44]
- Iron Sky The Coming Race[45]

### Filmy dokumentalne
- Starożytni kosmici – seria 8, odcinek 1: „The Reptilians”[46].

### Seriale
- Doktor Who – odcinki 2. historii 7. sezonu Doctor Who and the Silurians; 1. historia sezonu 21. Warriors of the Deep; seria 5, odcinek 8. Głodna ziemia (ang. The Hungry Earth) oraz odcinek 9. Zimna krew (ang. Cold Blood) – Silurianie (Homo reptilia)[7]
- Star Trek: rasa Gorn (wspominana w kilku seriach) oraz Xindi-Reptilianie z serii Star Trek: Enterprise
- Goście z serialu V[43]
- Z Archiwum X – seria 8, odcinek 19: „Sam” (ang. Alone) – człowiek zmieniający się w jaszczura[47]
- Barney i przyjaciele – tytułowy bohater to antropomorficzny Tyranozaur[48]
- Korporacja konspiracja

### Muzyka
- Reptilian – album norweskiej grupy muzycznej Keep of Kalessin[49]
- Beast 1333 – Holographic Universe[50]

### Gry
- Seria Mortal Kombat – Reptile i Khameleon
- Seria The Elder Scrolls – rasa Argonian
- Seria Total War: Warhammer – rasa Jaszczuroludzi[51]